# Rue Mueseler
La rue Mueseler est une rue liégeoise du quartier du Laveu reliant la rue du Laveu à la rue des Wallons.

## Situation et description
Cette artère rectiligne et en montée est située dans le quartier du Laveu. Longue d'environ 119 m, elle applique un sens unique de circulation automobile de la rue des Wallons vers la rue du Laveu (dans le sens de la descente).

## Odonymie
Cette rue percée en 1877 rend hommage à Mathieu-Louis Mueseler, né le 23 février 1798 à Liège et mort le 28 juillet 1866 dans la même ville, ingénieur et inventeur de la lampe de sûreté minière qui porte son nom et qui sera utilisée par les mineurs de 1840 à 1904 dans les charbonnages.

## Architecture
Tous les immeubles de la rue (environ 35) ont été bâtis en brique à l'exception du no 29. La plupart de ces immeubles d'habitation construits au cours du dernier quart du XIXe siècle possèdent des linteaux chapeautés par différentes figures géométriques dessinées en brique.

## Voies adjacentes
- Rue Hézelon
- Rue du Laveu
- Rue Comhaire
- Rue Henri Maus